# Brenton Thwaites
Brenton Thwaites (Cairns, Queensland, 10 de agosto de 1989) es un actor australiano, conocido por haber interpretado a Stu Henderson en la serie, Home and Away, a Dean McMullen en la película, Blue Lagoon: The Awakening y a Henry Turner en Pirates of the Caribbean: Dead Men Tell No Tales. Además, tiene un rol protagónico en la  serie televisiva, Titans, basada en los superhéroes de DC Comics, interpretando a Robin/Nightwing.

## Biografía
Es hijo de Peter Thwaites y Fiona Middleton y tiene una hermana llamada Stacy Thwaites.
Desde finales de 2015 mantiene una relación con Chloe Pacey. En marzo de 2016 la pareja le dio la bienvenida a su primera hija, Birdie. En enero de 2018 nació su segunda hija Pippa y en noviembre de 2019 tuvieron su tercera hija Rosie Belle. Su hijo Banjo nació en 2022 y tuvieron a su último hijo en 2024.

## Carrera
En el 2010 dio vida a Sam en la película Charge Over You.
En el 2011 apareció como invitado en un episodio de la serie Sea Patrol donde interpretó a Leigh Scarpia. Ese mismo año, el 23 de agosto, se unió como personaje recurrente a la exitosa serie australiana Home and Away donde interpreta al surfista Stu Henderson, el nuevo integrante de los River Boys. Ese mismo año se unió al elenco de la serie Slide donde interpreta a Luke Gallagher.
El 2 de febrero de 2012 Brenton apareció por última vez en Home and Away después de que su personaje fuera encontrado muerto por Alf.
En 2012 se anunció que Brenton se uniría al elenco de la versión de la película The Blue Lagoon, Blue Lagoon: The Awakening donde dio vida a Dean McMullen, junto a Indiana Evans.
En el 2014 apareció en la película Maléfica donde interpretó al joven Príncipe Phillip junto a la actriz Elle Fanning, quien interpretó a la Princesa Aurora, la Bella Durmiente.
En julio del mismo año apareció en el vídeo musical Ordinary Human de la película The Giver junto a la actriz Odeya Rush.
En mayo del 2016 año se anunció que se había unido al elenco principal de la película The God Four.
En octubre del mismo año se anunció que se había unido al elenco de la película Office Uprising.
Ese mismo año se anunció que se había unido al elenco principal de la película Piratas del Caribe: La venganza de Salazar para dar vida a Henry Turner, el hijo de Will Turner (Orlando Bloom) y Elizabeth Swann (Keira Knightley), un joven marinero que busca reconectarse con su padre. La película fue estrenada en mayo de 2017.
El 31 de octubre de 2016 se anunció que se había unido al elenco de la película Entry Level.
En febrero del 2017 se anunció que Brenton se había unido al elenco principal de la película Ghosts of War.
En agosto del mismo año se anunció que se había unido al elenco de la nueva serie Titans donde dará vida al superhéroe Dick Grayson.

## Filmografía

### Películas
| Año  | Título                                     | Personaje        |
| ---- | ------------------------------------------ | ---------------- |
| 2010 | Charge Over You                            | Sam              |
| 2011 | Headsmen                                   | Max Patterson    |
| 2012 | Save Your Legs!                            | Mark             |
| 2012 | Blue Lagoon: The Awakening                 | Dean McMullen    |
| 2012 | Back Roads                                 | -                |
| 2013 | Oculus                                     | Tim Russell      |
| 2014 | Ride                                       | Angelo           |
| 2014 | The Giver                                  | Jonas            |
| 2014 | Son of a Gun                               | JR               |
| 2014 | Maléfica                                   | Príncipe Phillip |
| 2014 | The Signal                                 | Nic Eastman      |
| 2016 | Dioses de Egipto                           | Bek              |
| 2017 | Piratas del Caribe: La venganza de Salazar | Henry Turner     |
| 2018 | Office Uprising                            | -                |
| 2018 | An Interview with God                      | Paul Asher       |
| 2019 | Ghosts of War                              | -                |
| 2019 | Entry Level                                | -                |
| 2019 | The God Four                               | Connor Payne     |
| 2019 | A Violent Separation                       | -                |

### Series de televisión
| Año       | Título        | Personaje              | Notas                    |
| --------- | ------------- | ---------------------- | ------------------------ |
| 2011      | Slide         | Luke Gallagher         | 10 episodios             |
| 2011      | Sea Patrol    | Leigh Scarpia          | Episodio "Black Flights" |
| 2011-2012 | Home and Away | Stu Henderson          | 57 episodios             |
| 2018-2023 | Titans        | Dick Grayson/Nightwing | Personaje principal      |